# Uta Hauthal
Uta Hauthal (geb. 1966 in Dresden) ist eine deutsche Musikerin, Lyrikerin und Schriftstellerin.

## Leben
Hauthal studierte in Potsdam Musik und Deutsch auf Lehramt. Sie verbrachte Arbeits- und Studienaufenthalte auf der griechischen Insel Hydra und in Graubünden.
Hauthal unterrichtete von 1989 bis 1994 in Weißenfels als Diplomlehrerin Musik und Deutsch, zudem Kreatives Schreiben für Erwachsene; heute bietet sie Schreibwerkstätten im In- und Ausland an. Zudem arbeitet sie als Schriftstellerin, Moderatorin, Sängerin und Pädagogin.
Hauthal verfasst Prosa, darunter Essays und Lyrik. 2016 gestaltete sie eine eigene Veranstaltungsreihe zur Eröffnung des  noch unsanierten Ringelnatz-Geburtshauses in Wurzen und kehrt seither zu Lesungen und Konzerten regelmäßig zurück. Auch andernorts bestreitet sie seit 1994 als Sängerin Konzerte und moderierte die Lesereihe „Dichterwelten“. Als Musikerin arbeitet sie mit den Pianisten Derek Henderson und Konrad Möhwald zusammen. Seit dem Jahr 2000 ist sie Mitglied des Dresdner Frauenchors „femmes vocales“.
Hauthals markantestes Projekt ist die 2016 gegründete „Poesie-Tankstelle“, bei dem sie mit dem Fahrrad durch Deutschland und die Schweiz reiste und spontan angesprochenen Passanten Lyrik rezitierte.
Sie ist Gastgeberin des Dresdner evolve-Salons (evolve – Magazin für Bewusstsein und Kultur) und war Vorstandsvorsitzende der Unabhängigen Schriftstellerassoziation Dresden e. V. und des Frauenchores femmes vocales e. V. sowie Mitglied im Vorstand des Literaturhauses Villa Augustin. Gegenwärtig arbeitet sie an der Entwicklung des kulturellen Begegnungsortes Haus Glaser in Dresden mit.

## Werke
- Poesie-Tankstelle: Mit Gedichten unterwegs in Deutschland und der Schweiz. Essayband. Notschriften-Verlag, Radebeul 2018.
- Garbald in Dresden. Roman. Notschriften-Verlag, Radebeul 2017.
- Hinaus in die Heide, zum Fluss. Erzählband. Oschersleben 2009.
- Im Kreis. Novelle. Leipzig 2004.